# عير التباشع (القبيطة)

تعديل مصدري - تعديل

عير التباشع هي إحدى قرى عزلة كرش بمديرية القبيطة التابعة لمحافظة لحج، بلغ تعداد سكانها 63 نسمة حسب تعداد اليمن لعام 2004.